# Hyundai Galloper
Le Galloper est un véhicule tout-terrain produit par le constructeur automobile sud-coréen Hyundai de 1991 à 2006 et importé en Europe de 1998 à 2001, date à laquelle sa motorisation ne répondait plus aux nouvelles normes sur les émissions polluantes.
C'est un 4x4 non permanent (propulsion arrière et pont avant enclenchable) muni d'une gamme courte.
Plusieurs versions ont été proposées, aussi bien diesel qu'essence, mais il eut du mal à se forger une réputation, en partie à cause de sa lourde consommation (environ 12 L/100 km) et de ses dimensions peu pratiques pour la ville, bien qu'il ait d'excellentes capacités en tout terrain et qu'il soit au niveau de ses concurrents.
Il est le jumeau du Mitsubishi Pajero de première génération.

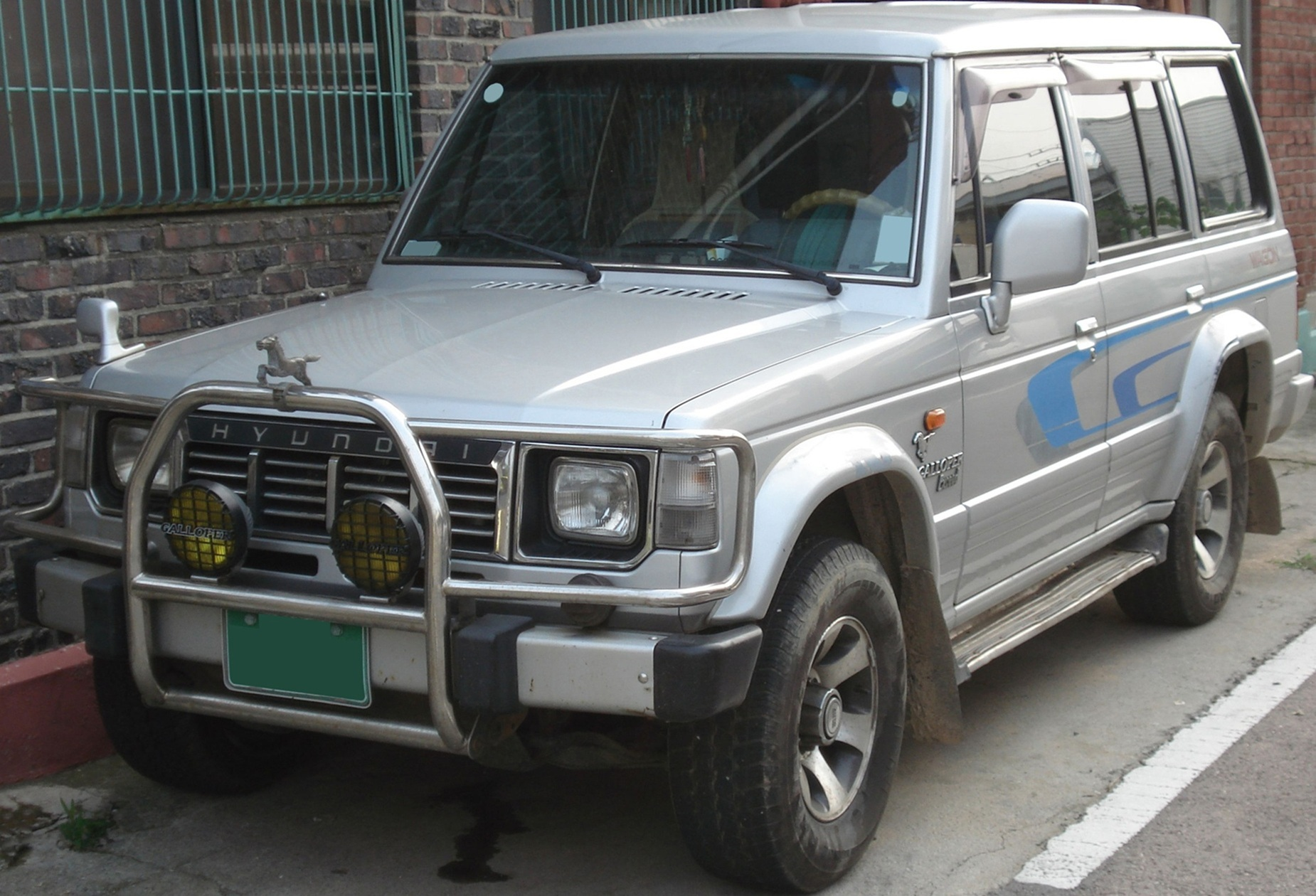
Hyundai Galloper Phase I Avant

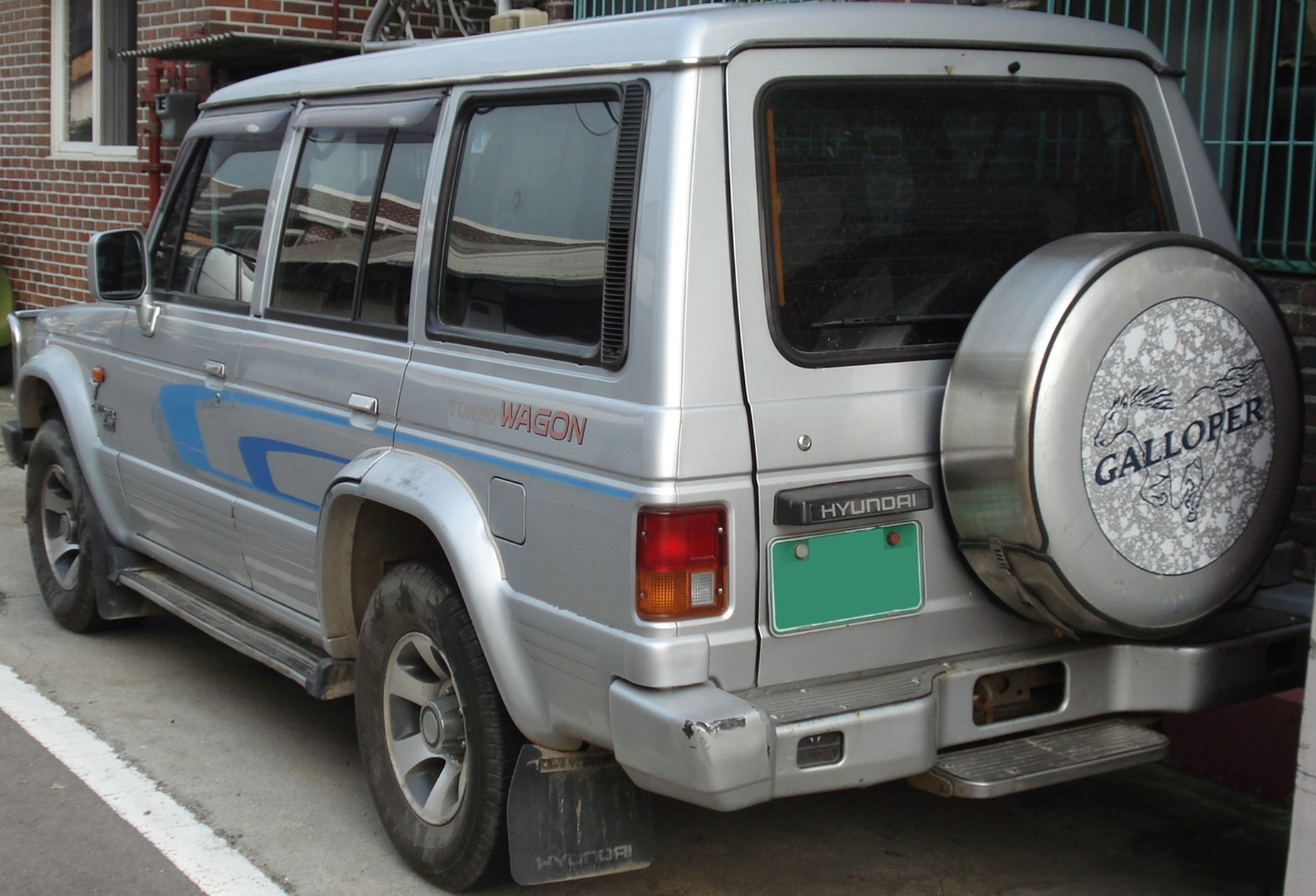
Hyundai Galloper Phase I Arrière

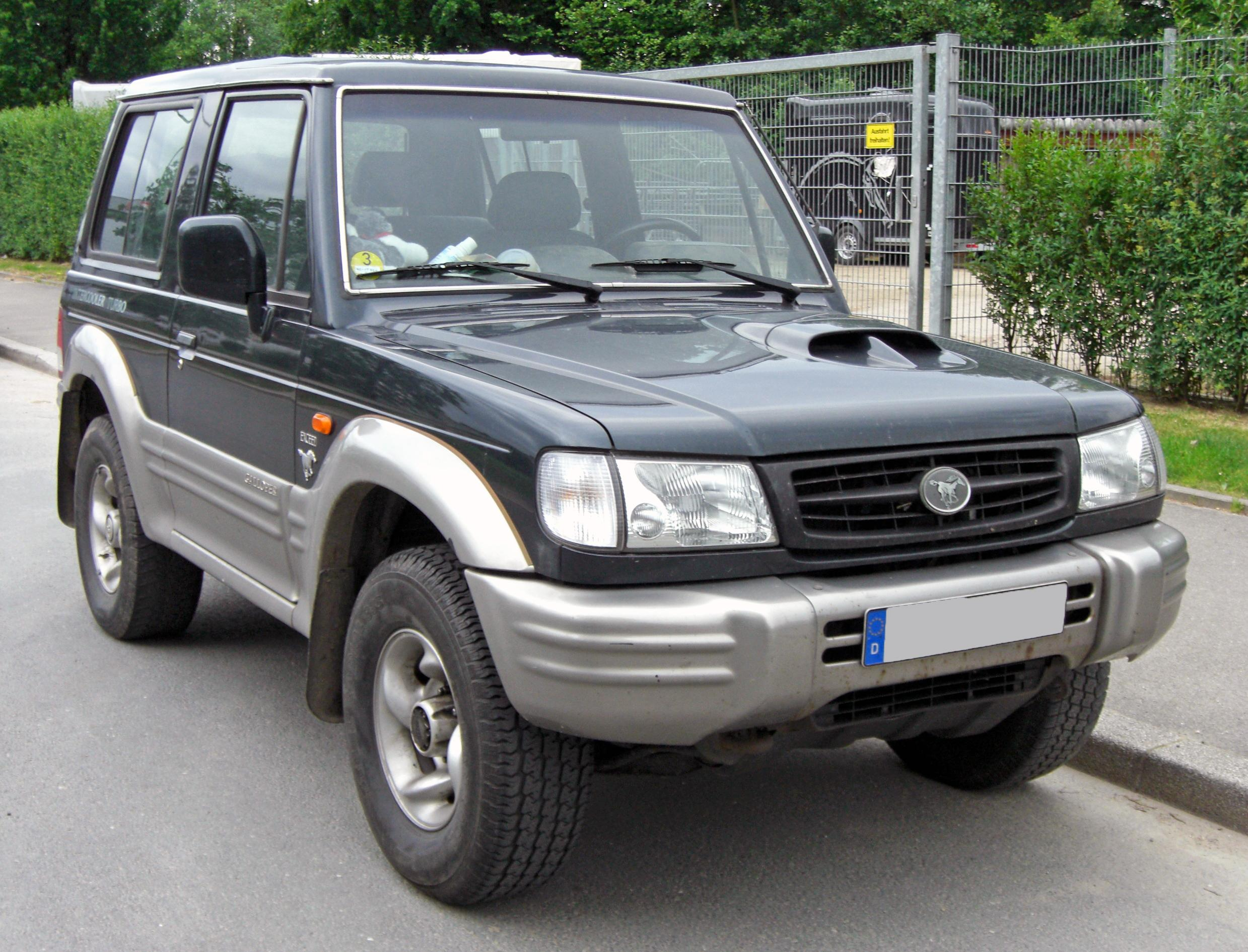
Hyundai Galloper Phase II Avant

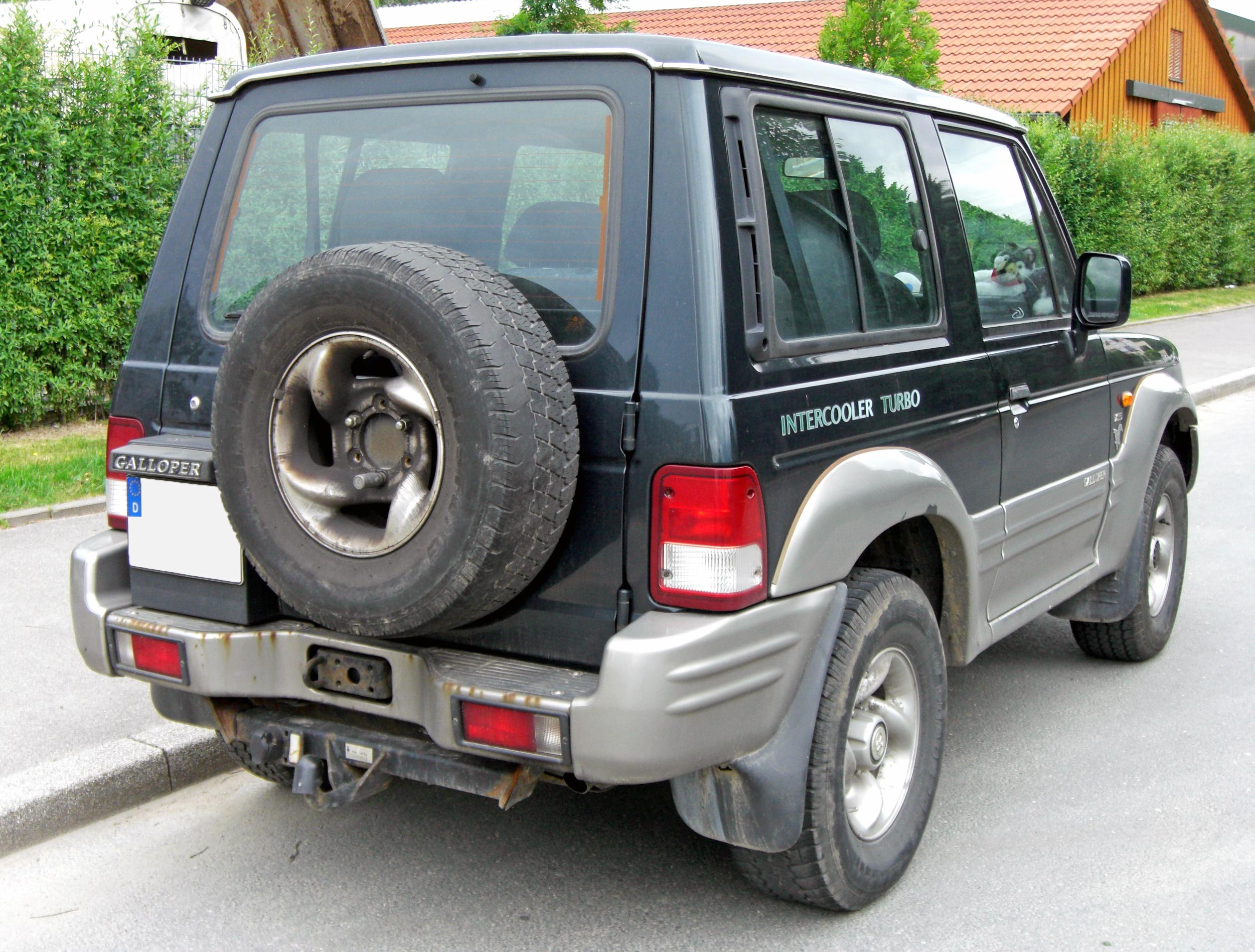
Hyundai Galloper Phase II Arrière

## Moteurs
- Diesel: 2.5 TD 99 ch  puissance fiscale 9CV
- Diesel: 2.5 TD 86 ch sans intercooler ,  8CV
- Essence: 3.0 V6 141 ch Puissance fiscale 13CV

## Versions
- GL : Entrée de gamme sans équipements particuliers
- GLX : Milieu de gamme avec quelques équipements tels que la climatisation
- GLS : Haut de gamme avec tous les équipements : ABS, clim, etc.
- Innovation: Série limité  comme GLS full option mais avec sièges cuir et carrosserie sport extension aile becquet intégrale marche pieds moulés.